# Martín Marculeta
Martín Marculeta Barbería (Donostia-San Sebastián, 1907. szeptember 24. – Donostia-San Sebastián, 1984. november 19.) spanyol labdarúgófedezet, edző.